# Godesburg
Die Godesburg, eigentlich Burg Godesberg, wurde vermutlich als Fliehburg bei Bad Godesberg am Rhein – heute im Bonner Ortsteil Alt-Godesberg im Stadtbezirk Bad Godesberg – von den Franken erbaut. Der Bergfried der heutigen Ruine befindet sich auf 122 Metern ü. NN, die dortige Plattform ermöglicht einen einzigartigen Blick über das Rheintal.

## Geschichte

Panoramasicht auf Bad Godesberg und Blick auf das Siebengebirge von der Godesburg aus

Die Höhenburg liegt auf dem (heute als Burgberg bezeichneten) Godesberg, einem in vorgeschichtlicher Zeit erloschenen Vulkan, der die einzige markante Erhebung im Godesberger Rheintaltrichter darstellt. Eine bereits römische Besiedlung wurde durch einen in die Godesburg eingemauerten Altarstein nachgewiesen. 722 wurde der Berg als ubische Kultstätte Woudensberg (Wotansberg) urkundlich erwähnt.
Am 15. Oktober 1210 legte der Kölner Erzbischof Dietrich I. von Hengebach den Grundstein für einen Neubau. Erzbischof Konrad von Hochstaden erweiterte die Burg 1244 um die ersten fünf Geschosse des Bergfrieds. Erzbischof Walram von Jülich erhöhte diesen auf 32 Meter und ließ die Vorburg erbauen.
Während der Reformationszeit verstieß der Kölner Erzbischof Gebhard I. von Waldburg gegen den Augsburger Religionsfrieden, als er sich mit Gräfin Agnes von Mansfeld vermählte und zum Calvinismus übertrat. Er löste damit den Truchsessischen Krieg aus (siehe dazu auch Bonner Belagerungsmünzen von 1583). Truppen des neu gewählten Kurfürsten Ernst von Bayern belagerten die Anlage 1583. Zerstört wurde die Godesburg durch die Sprengung der Mauer im Zuge eines Angriffes. Die Eroberung gelang am 17. Dezember 1583, als ein katholischer Söldner durch den Abort in die Burg gelangen konnte. Auf gleichem Weg folgten ihm weitere Angreifer, so dass sich die Besatzung, innerhalb und außerhalb der teilweise zerstörten Mauern bedroht, letztendlich ergeben musste.
1891 schenkte Kaiser Wilhelm II. die Ruine der damaligen Gemeinde Godesberg.
Als Relikt aus dem Zweiten Weltkrieg befindet sich unter der Godesburg ein Luftschutzbunker.
1959 wurde die Burg nach Plänen von Gottfried Böhm umgebaut. Eine Erweiterung beherbergte zu Beginn ein Hotel-Restaurant, heute ist nur noch das Restaurant in Betrieb. Der ehemalige Hoteltrakt ist – aufgeteilt in kleinere Wohnungen – vermietet. Die Stadt Bonn bietet an ausgewählten Terminen die Möglichkeit zur standesamtlichen Trauung in der Godesburg.
Auf dem Burgfriedhof Bad Godesberg bei der Michaelskapelle befinden sich viele reich gestaltete Grabstätten des Großbürgertums aus dem 19. Jahrhundert. Auch der Politiker Herbert Wehner, der Filmschauspieler Paul Kemp und die berühmte Wirtin Aennchen Schumacher fanden hier ihre letzte Ruhe.

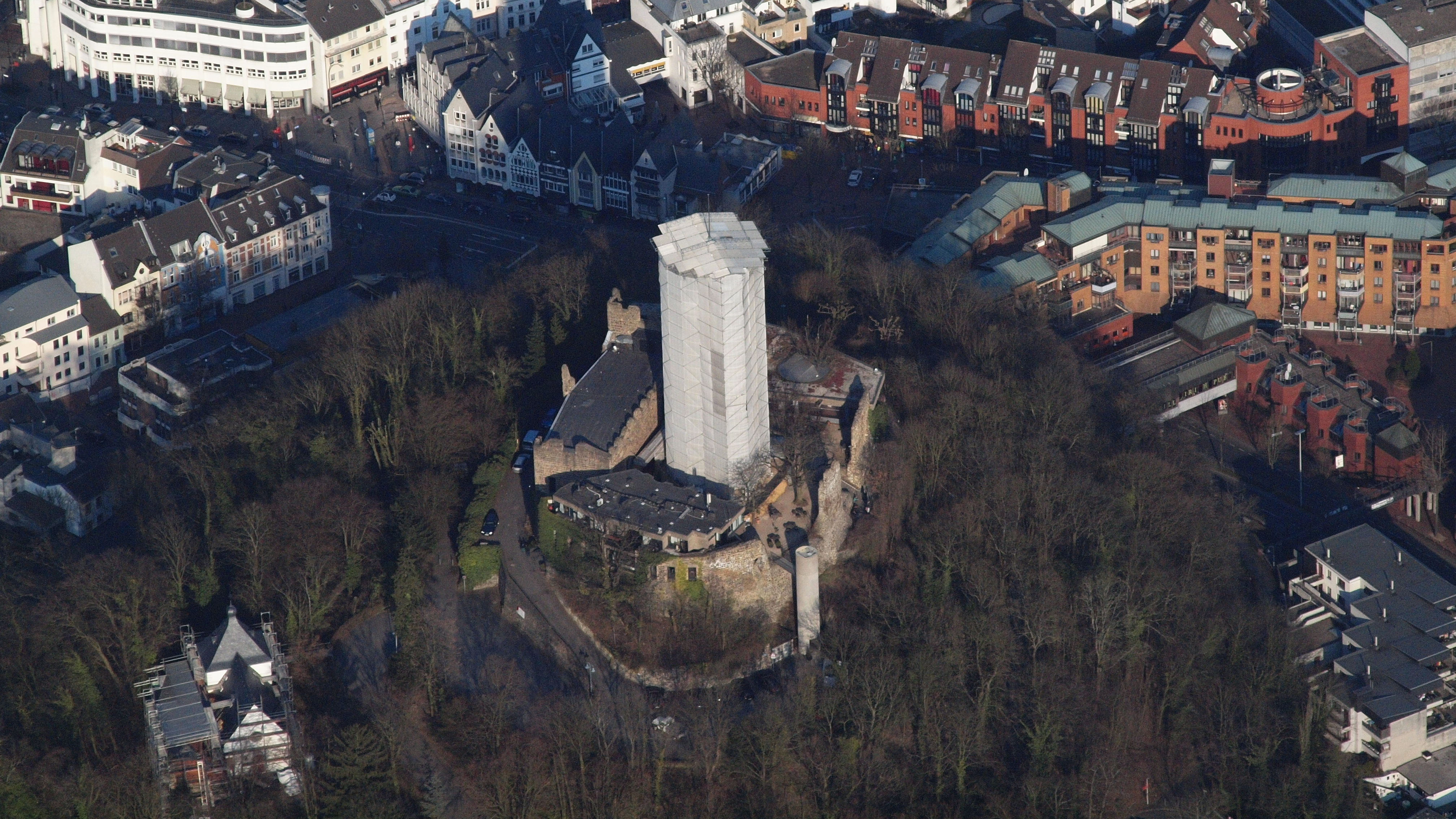
Die Godesburg während der Sanierung des Bergfrieds im April 2013

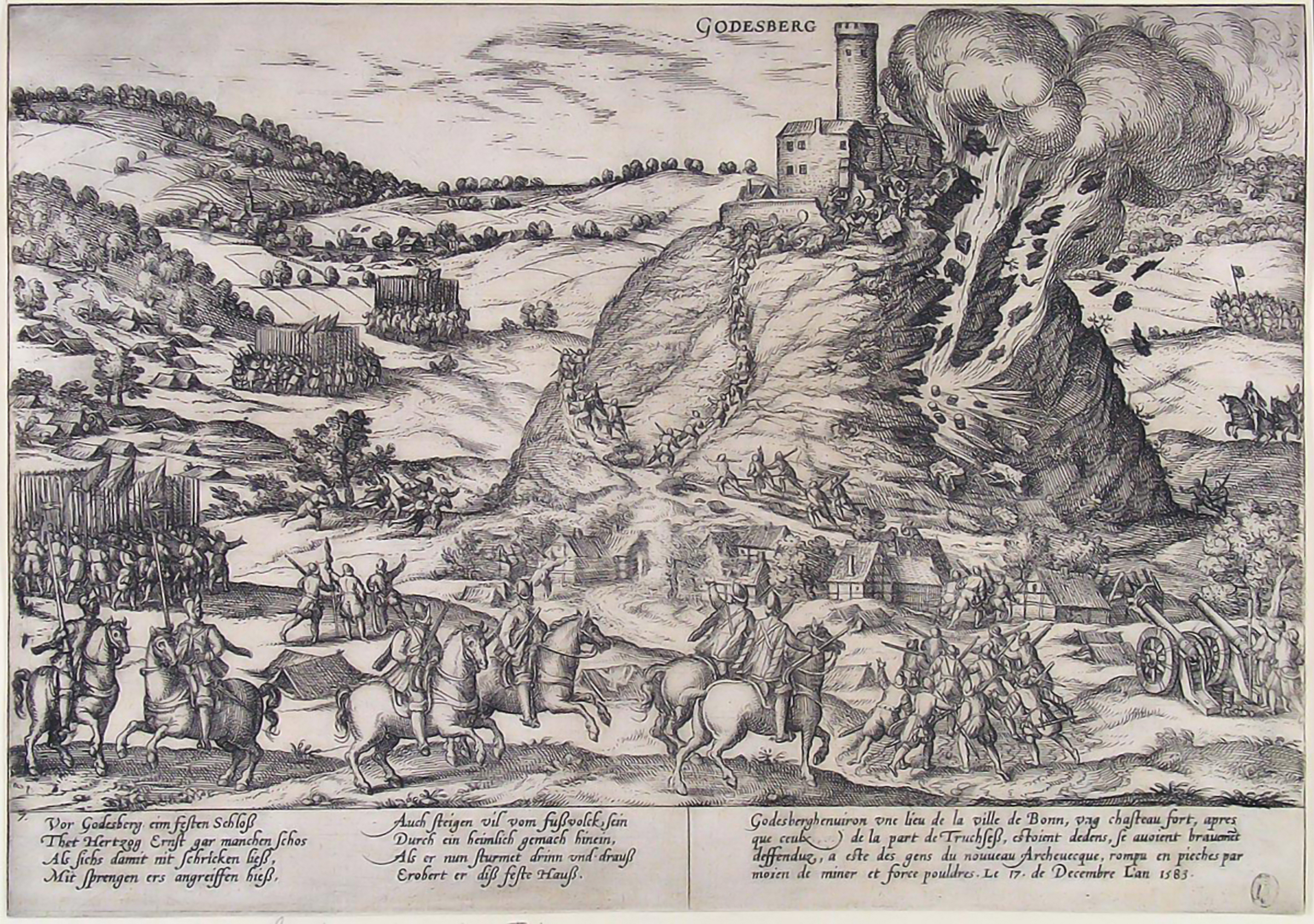
Die Zerstörung der Godesburg 1583
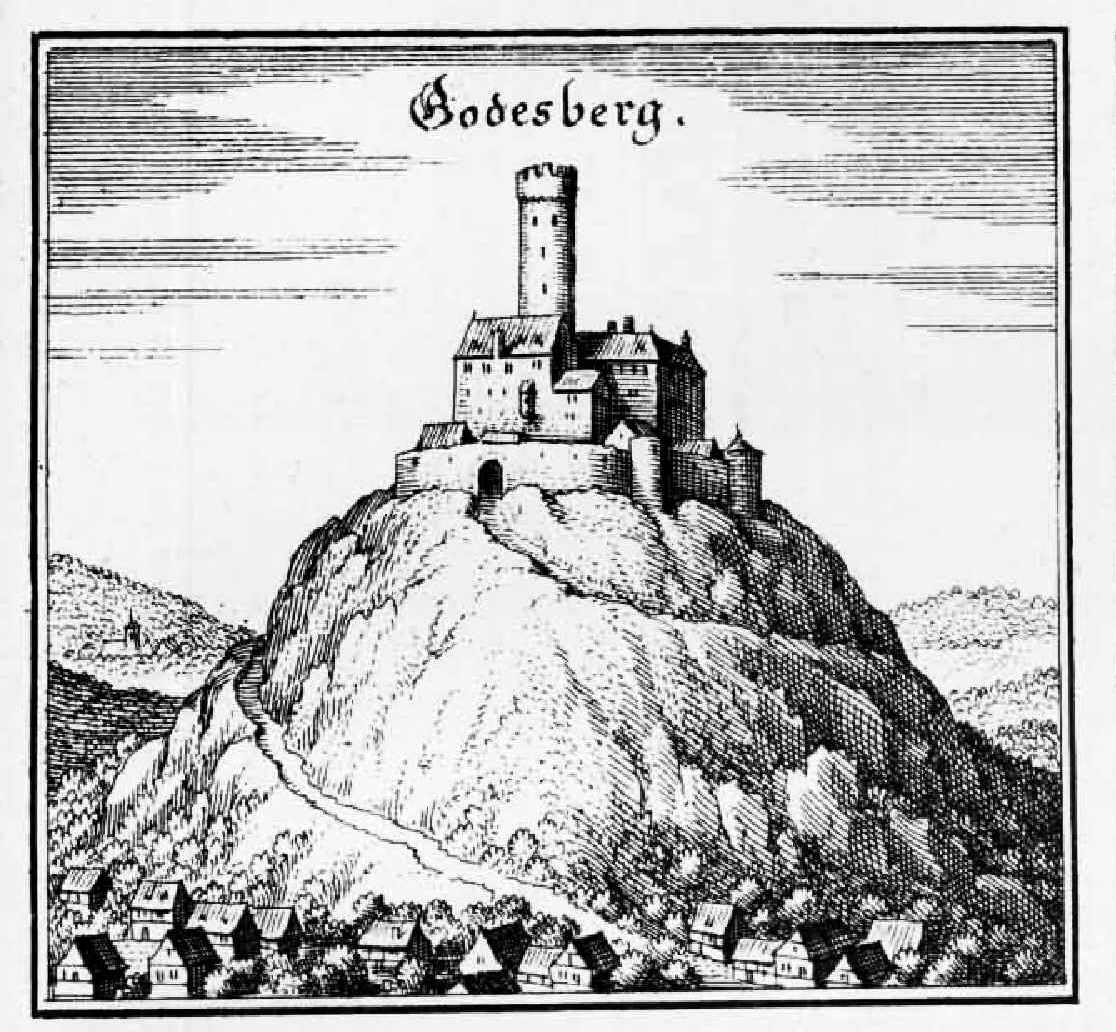
Die Godesburg vor der Zerstörung (Merian-Stich von 1646)
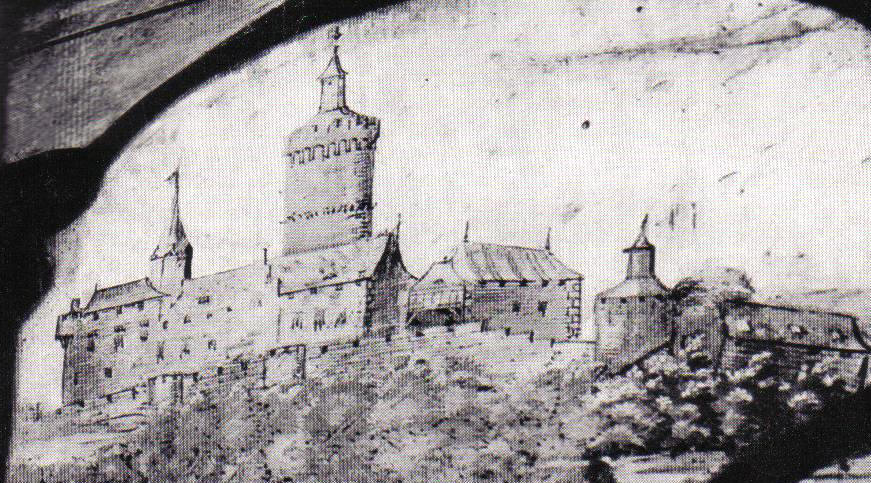
Zeichnung der Godesburg auf einem Kirchenfenster, entstanden um 1506; die einzige erhaltene Darstellung der Burg vor ihrer Zerstörung im Jahr 1583
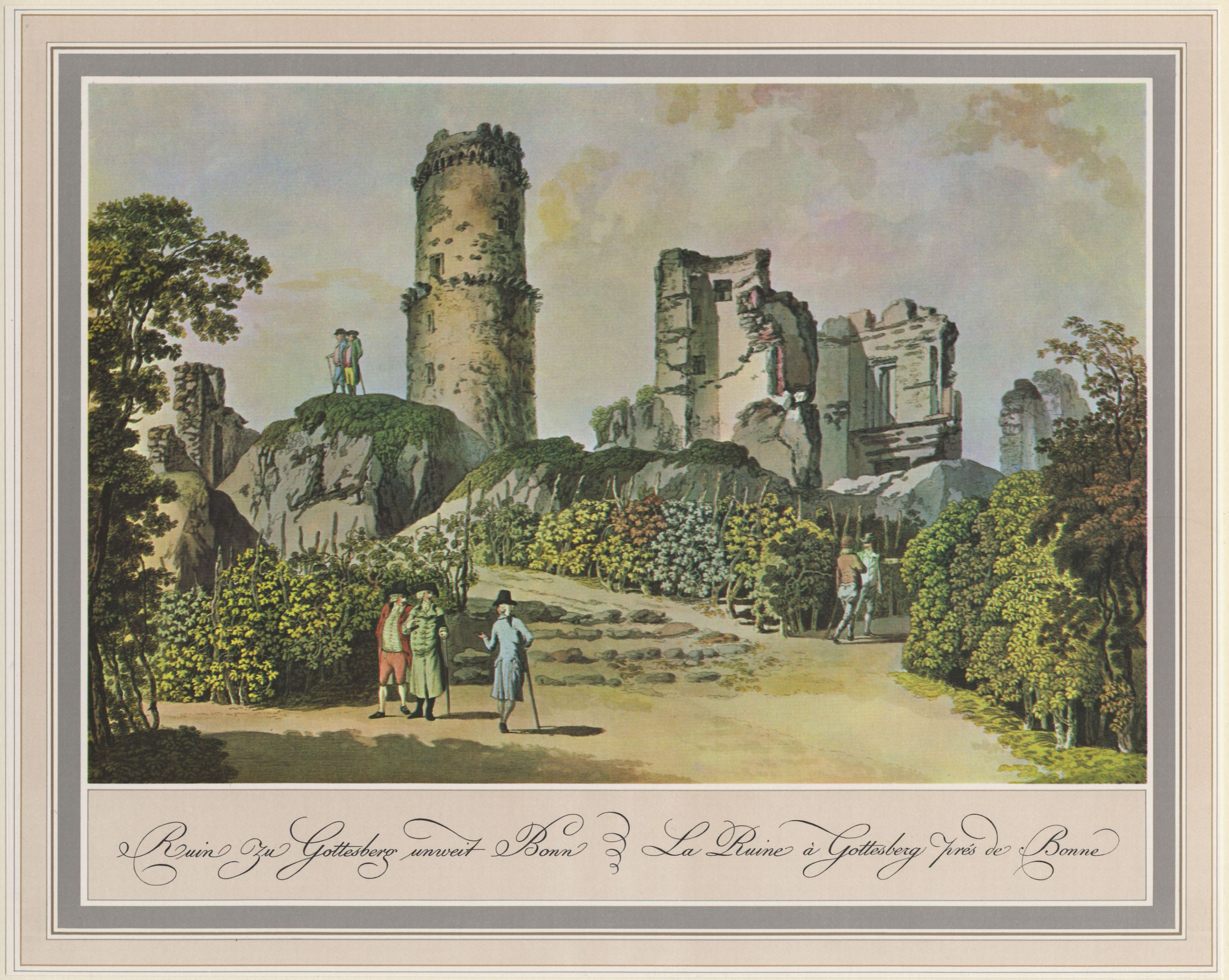
Kupferstich der „Ruin zu Gottesberg“ und der dort bestehenden Weinstöcke aus dem Jahr 1792

In den letzten Jahren wurde die Godesburg in großen Teilen saniert. Bis 2003 wurden durch die Stadt Bonn 2,7 Millionen Euro für den Umbau der Gastronomie ausgegeben. Im Juni 2006 wurde die Sanierung des Bergfrieds abgeschlossen, in dem ein kleines Informationszentrum zur Geschichte der Burg eingerichtet wurde. Im Juli 2006 ließ die Stadt Bonn an der Aussichtsplattform auf der Turmspitze Orientierungstafeln in allen vier Himmelsrichtungen anbringen. Von September 2012 bis Februar/März 2014 wurde der Bergfried saniert und war dafür eingerüstet. Der Burghof der Godesburg ist über einen Aufzug zu erreichen.

## Votivstein

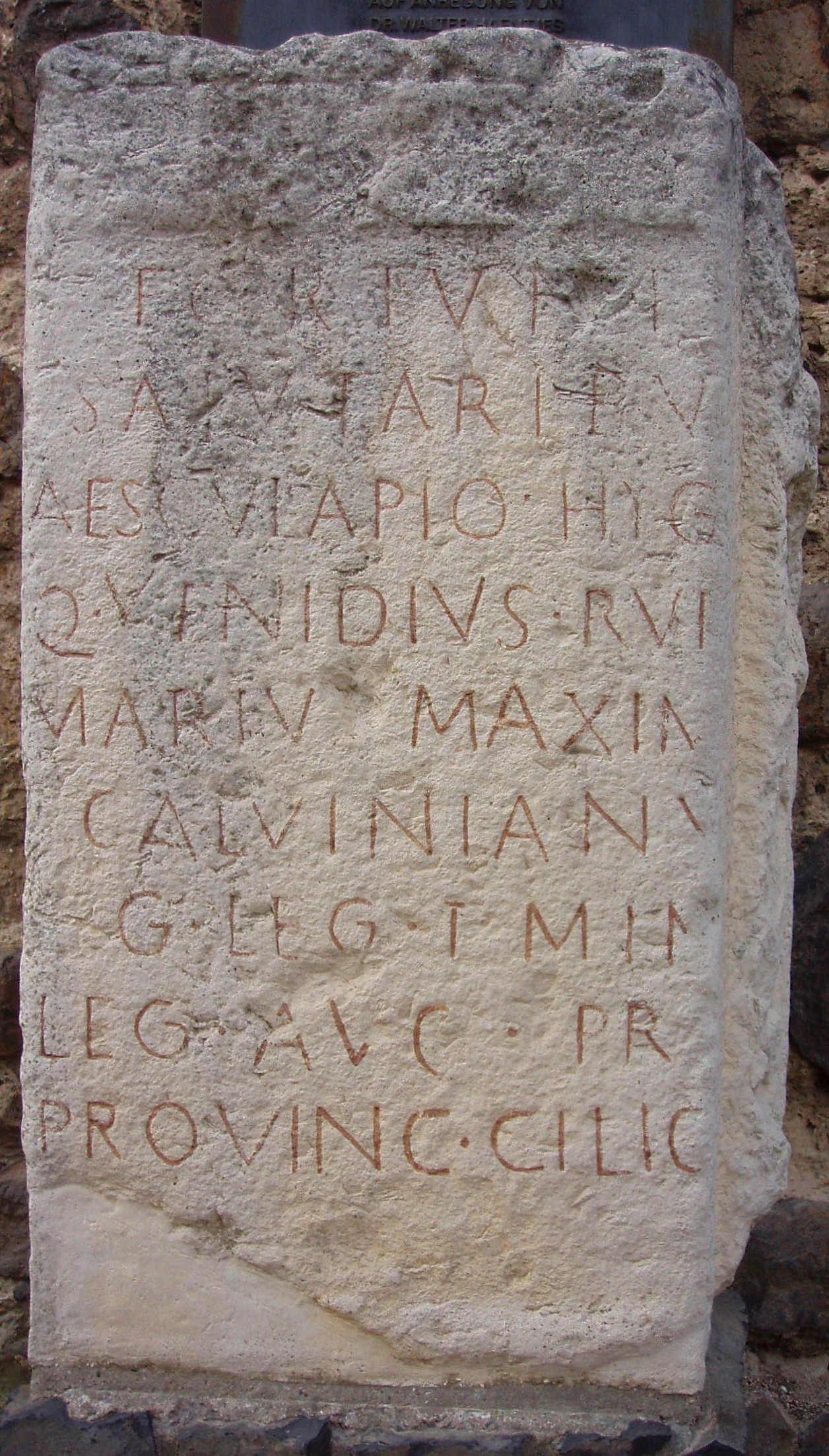
Der Äskulapstein

Seit 1981 ist im Burghof die Nachbildung eines römischen Votivsteins aus der Zeit um 200 n. Chr. aufgestellt. Er war den Heilgöttern Äskulap und Hygia geweiht und wurde 1583 auf der Godesburg gefunden.